# یواس‌اس ودسوورت (اف‌اف‌جی-۹)
یواس‌اس ودسوورت (اف‌اف‌جی-۹) (به انگلیسی: USS Wadsworth (FFG-9)) یک کشتی بود که طول آن ۴۴۵ فوت (۱۳۶ متر) بود. این کشتی در سال ۱۹۷۸ ساخته شد.